# 林玄辅墓
林玄辅墓，位于中国广东省江门市新会区睦洲镇充美村。该墓是南宋琼州太守林玄辅及其两位夫人的合葬墓，始建于元代，明、清两代重修。林玄辅墓长约7米，宽约4米，是新会仅有的几座元代墓葬之一。林玄辅曾受宋室皇族赵必次托孤而隐居新会。为答谢林玄辅之恩，赵氏多有祭祀林墓。
2004年，林玄辅墓被列入第五批新会区文物保护单位。